# Малягурт (Игринский район)
Малягурт — посёлок в Игринском районе Удмуртской Республики России.

## География
Посёлок находится в центральной части республики, в зоне хвойно-широколиственных лесов, в пределах Верхнекамской возвышенности, на правом берегу реки Кильмези, на расстоянии примерно 28 километров (по прямой) к западу-юго-западу от посёлка Игра, административного центра района. Абсолютная высота — 157 метров над уровнем моря.

### Климат
Климат характеризуется как умеренно континентальный, с продолжительной холодной многоснежной зимой и относительно коротким тёплым летом. Среднегодовая многолетняя температура воздуха составляет 2,7 °С. Средняя температура воздуха самого тёплого месяца (июля) — 18,7 °C (абсолютный максимум — 36,6 °C); самого холодного (января) — −13,5 °C (абсолютный минимум — −47,5 °C). Среднегодовое количество атмосферных осадков составляет около 500 мм, из которых большая часть выпадает в тёплый период.

### Часовой пояс
Посёлок Малягурт, как и вся Удмуртская Республика, находится в часовой зоне МСК+1. Смещение применяемого времени относительно UTC составляет +4:00.

## Население
| 2010 | 2012 |
| ---- | ---- |
| 214  | ↗219 |

### Национальный состав
Согласно результатам переписи 2002 года, в национальной структуре населения русские составляли 68 % из 326 чел., удмурты — 30 %.